# Farigia catharina
Farigia catharina är en fjärilsart som beskrevs av Paul Dognin 1924. Farigia catharina ingår i släktet Farigia och familjen tandspinnare. Inga underarter finns listade i Catalogue of Life.